# Goldfields Powerade Classic
De Goldfields Powerade Classic was een kleine golftoernooi in Zuid-Afrika, dat deel uitmaakte van de Sunshine Tour. Het toernooi werd opgericht in 2001 en vond plaats in de Oppenheimer Park Golf Club, in Welkom.

## Winnaar
| Jaar | Winnaar      | Score    |       |
| ---- | ------------ | -------- | ----- |
| 2001 | Callie Swart | 207 (–9) | [ 1 ] |

## Trivia
- De Sunshine Tour besloot om in hun eerste drie seizoenen, van 2000 tot en met 2003, paar kleine golftoernooien op hun kalender te zetten om de lokale golfclubs te ondersteunen. De andere kleine golftoernooien waren: Emfuleni Classic, Canon Classic, Randfontein Classic, Observatory Classic, enzovoort.

Amatola Sun Classic · Atlantic Beach Classic · Bell's Player Championship · Bloemfontein Classic · Botswana Open · Bushveld Classic · Canon Classic · Coca-Cola Charity Championship · Cock of the North · Devonvale Classic · Emfuleni Classic · Eskom Power Cup · General Motors Open · Goldfields Powerade Classic · Goodyear Classic · Graceland Challenge · Highveld Classic · ICL International · Iscor Newcastle Classic · Kalahari Classic · Limpopo Classic · Lombard Tyres Classic · Mafunyane Trophy · Mercedes Benz Golf Challenge · Mount Edgecombe Trophy · Namibië Open · Namibia PGA Championship · Nashua Wild Coast Sun Challenge · Natal Open · Nelson Mandela Invitational · Northern Cape Classic · Observatory Classic · Palabora Classic · Parmalat Classic · Radio Algoa Challenge · Randfontein Classic · Rhodesian Masters · Riviera Resort Classic · Royal Swazi Sun Classic · Seekers Travel Pro-Am · South African Masters · South African Match Play Championship · South African Pro-Am Invitational · Spoornet Classic · Sun Coast Classic · Transvaal Open · Vodacom Golf Championship · Vodacom Open · Vodacom Players Championship · Vodacom Series · Vodacom Trophy · Western Cape Classic · Western Province Open